# Максаров, Валентин Петрович
Валентин Петрович Максаров  (17 апреля 1926 — 15 февраля 1998) — передовик советского железнодорожного транспорта, старший машинист локомотива Чернораменского транспортного управления Министерства топливной промышленности РСФСР, Горьковская область, Герой Социалистического Труда (1966).

## Биография
Родился в 1926 году в селе Никольское, Мамадышского района Татарской АССР.
В 1943 году окончил обучение в ремесленном училище №11 в городе Балахне. В этом же году трудоустроился в Чернораменское транспортное управление в службу тяги, стал помощником машиниста тепловоза. В 1964 году ему доверили право быть машинистом тепловоза. За время работы постоянно отмечался высокими наградами, благодарностями и знаками признания.  
Указом Президиума Верховного Совета СССР от 29 июня 1966 года за достижение высоких показателей в деле развития железнодорожного транспорта Валентину Петровичу Максарову было присвоено звание Героя Социалистического Труда с вручением ордена Ленина и медали «Серп и Молот». 
Активно работал с молодёжью. Участвовал в выработке рационализаторских предложений по совершенствованию работы. 
Проживал в городе Балахна. Умер 15 февраля 1998 года. Похоронен на городском кладбище. 

## Награды
За трудовые успехи был удостоен:
- золотая звезда «Серп и Молот» (29.06.1966)
- орден Ленина (29.06.1966)
- Медаль "За трудовое отличие" (19.05.1954)
- другие медали.